# 莒滅鄫之戰
莒滅鄫之戰發生於前567年，莒國攻滅鄫國的一場戰爭。
前569年，魯國向霸主晉國要求，願把鄫國作為自己的附庸國，並代魯國負責向盟主國提供一部分貢賦。是年十月，莒國及邾國共同討伐鄫國，魯國派將軍臧紇救援，在狐駘被打敗。
前568年，鄫人又在戚地（今河南濮陽）參加由晉國主持的魯國、宋國、陳國、衞國、鄭國、曹國、莒國、邾國、滕國、薛國、吳國等國的聯合抵抗楚國的盟會。
前567年，鄫國因有魯國作其後盾，而怠慢了莒國。莒國國君非常忿怒，抓住魯國疏於扶助鄫國的時機，一舉滅掉了鄫國。